# Ricciotto Canudo
(Ricciotto Canudo)
Ricciotto Colombo Canuto Attilio Enrico Canudo conosciuto come Ricciotto Canudo (Gioia del Colle, 2 gennaio 1877 – Parigi, 10 novembre 1923) è stato un critico cinematografico, poeta e scrittore italiano.

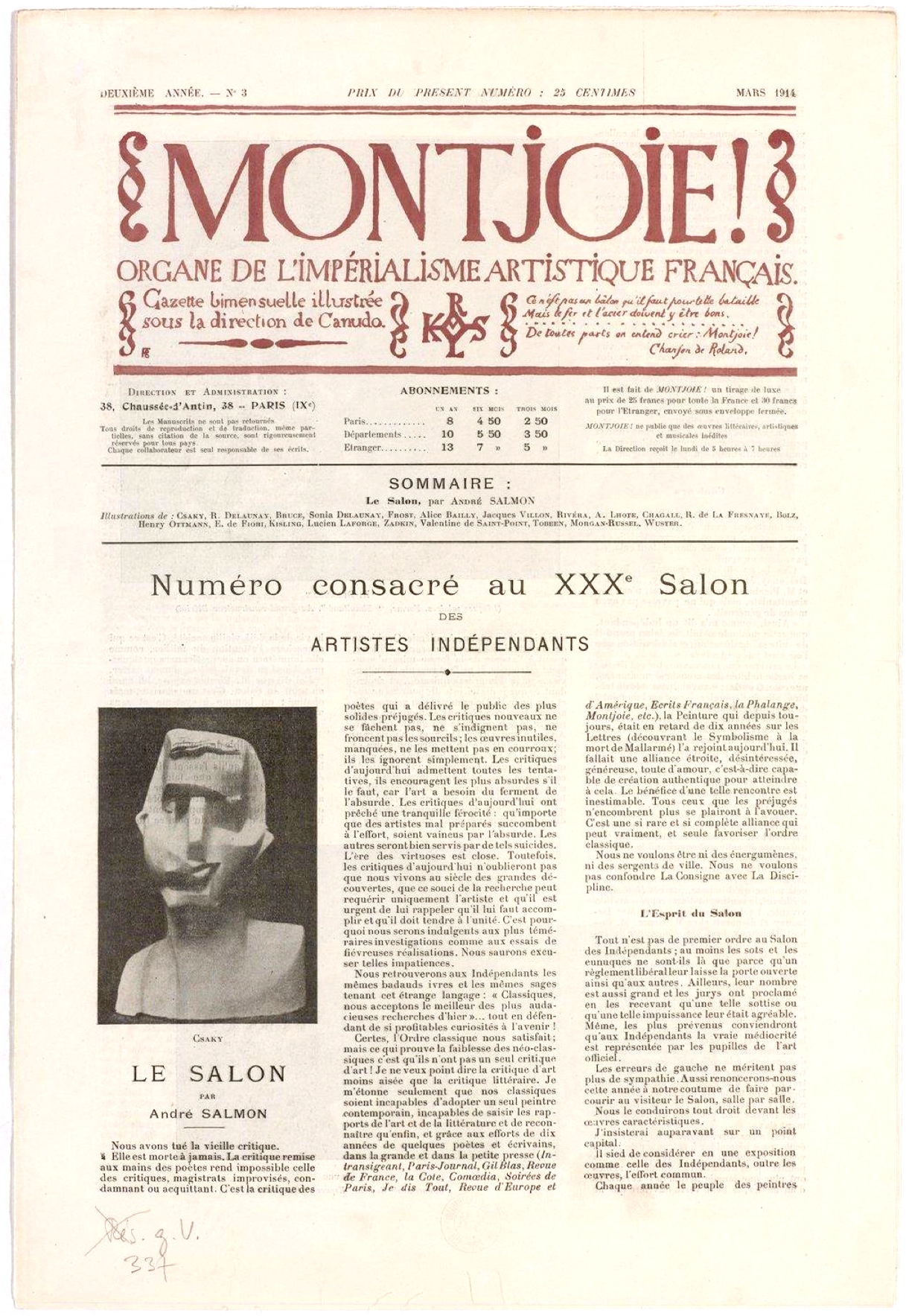
Montjoie, Ricciotto Canudo, André Salmon, scultura di Joseph Csaky, 3ª edizione, 18 marzo 1914

È spesso considerato il primo intellettuale a compiere un pensiero critico e sistematico sul cinema, per cui coniò il termine "settima arte".

## Biografia
Ricciotto Canudo nacque a Gioia del Colle il 2 gennaio 1877 per poi studiare lingue orientali a Firenze e teosofia a Roma. 
Spirito irrequieto ed eclettico, si stabilì a Parigi nel 1902 e frequentò i gruppi dell'avanguardia letteraria ed artistica. Qui ebbe una relazione con la scrittrice Valentine de Saint-Point, che per lui lasciò il marito. Già nel gennaio del 1908 Canudo scrisse un saggio sul cinema che venne pubblicato dalla rivista Vita d'Arte. Nel 1911 scrisse invece Manifesto delle sette arti, che fu da lui letto di li a poco alla École des hautes études durante la presentazione del film L'Inferno di Giuseppe de Liguoro. Lo scritto fu il primo a rivendicare esplicitamente per il cinema un posto tra le arti. Diresse la rivista "Montjoie!". Partecipò al dibattito culturale battendosi per il nuovo come categoria estetica assoluta. Non fu, però, un avanguardista  perché tenne a salvaguardare il senso della tradizione. Persegue in tutta la sua opera l'ideale dell'"unità dinamica dell'arte". Significativo in questo senso è il manifesto pubblicato su "Le Figaro" il 9 febbraio 1912 nel quale si combatte il sentimentalismo in arte per affermare la necessità del nuovo. In quel periodo divenne amico di Guillaume Apollinaire che gli affibbiò lo scherzoso nomignolo le Barisien, fu anche amico di numerosi artisti, fra i quali Robert Delaunay, Georges Braque, Pablo Picasso, Milhaud e Ravel.
Nel 1921 pubblicò il manifesto "La nascita della settima arte" in cui previde che il cinema avrebbe unito in sintesi le arti dello spazio e del tempo: le arti plastiche con la musica e la danza; Il cinema, "settima arte" si configura come "nuovo mezzo di espressione", "officina delle immagini", "scrittura di luce".

### Nella Legione straniera francese
Nell'agosto del 1914 con lo scoppio della prima guerra mondiale, Canudo si arruolò nella Legione straniera francese e, come tenente a titolo straniero, fu aggregato alla Legione Garibaldina raggruppata nel 4º reggimento di marcia del 1º reggimento della Legione. Combatté nelle Argonne e nel 1915, con l'entrata in guerra dell'Italia e il conseguente scioglimento dei garibaldini, fu comandato a Orano presso il 2º reggimento straniero. Nominato capitano fu distaccato al 1º reggimento di marcia d'Africa e ottenne il comando di una compagnia di zuavi operante sul fronte d'Oriente, in Macedonia e nei Dardanelli. Ferito in combattimento ebbe numerose decorazioni al valore militare.

## Scritti
La sua produzione comprende romanzi, altre prose brevi (come Piccole anime senza corpo), raccolte poetiche, riviste e tragedie, un balletto, saggi musicali e sulla letteratura (come L'âme dantesque), scritti cinematografici e centinaia di articoli. Fu considerato uno dei pionieri dell'immagine fotografica nel cinema e del problema dell'estetica cinematografica in generale.
Nel 1913 pubblicò in Francia il romanzo Les Transplantés.
Morì nel 1923 dopo aver pubblicato il suo saggio sul cinema Riflessioni sulla settima arte. Quattro anni dopo, nel 1927, venne pubblicato postumo il suo libro L'officina delle immagini (L'usine aux images) in cui è raccolto il suo lavoro nel settore.